# Phaeaphodius tauricola
Phaeaphodius tauricola är en skalbaggsart som beskrevs av Hrubant 1961. Phaeaphodius tauricola ingår i släktet Phaeaphodius och familjen Aphodiidae. Inga underarter finns listade i Catalogue of Life.